# Orăștioara de Sus
Orăștioara de Sus é uma comuna romena localizada no distrito de Hunedoara, na região histórica da Transilvânia. A comuna possui uma área de 229.30 km² e sua população era de 2322 habitantes segundo o censo de 2007.